# 蘇聯國籍法
苏联国籍和公民法對苏联公民這一概念作出了定義。蘇聯國籍法於1924年草創，並於1931年、1938年和1978年有過修改。

## 蘇聯公民身份的早期情况
早期的蘇聯领导人并没有特別关注国籍問題，因为他们认为正在进行的全球共产主义革命最终会将世界上的所有人都成為共产主义公民。
俄罗斯苏维埃联邦社会主义共和国的1918年宪法没有明确区分公民和非公民身份。
1924年10月29日，蘇聯第一部全面的公民法律生效，在此之前當局並沒有就界定公民身份給出準確的說法。
該法律规定了苏联公民身份、外国人身份、出生时的公民身份認定、父母的公民身份對其子女的影响。1930年公民法有所修订。
1931年4月22日通過的《苏维埃社会主义共和国国籍法》就苏联国籍的資格作出界定。該法律規定苏联公民的孩子也是苏联公民，这一情況也適用於非婚生子女。另外外國人与苏联公民结婚并不会自动擁有蘇聯公民身份。
1947年2月，苏联當局下令禁止苏联公民与外国人结婚，但當局又于1953年11月废除了该規定。1948年3月，苏联为居住在拉丁美洲的立陶宛、拉脱维亚和爱沙尼亚人制定了获得苏联公民身份的程序。